# Synagogen in Wertheim

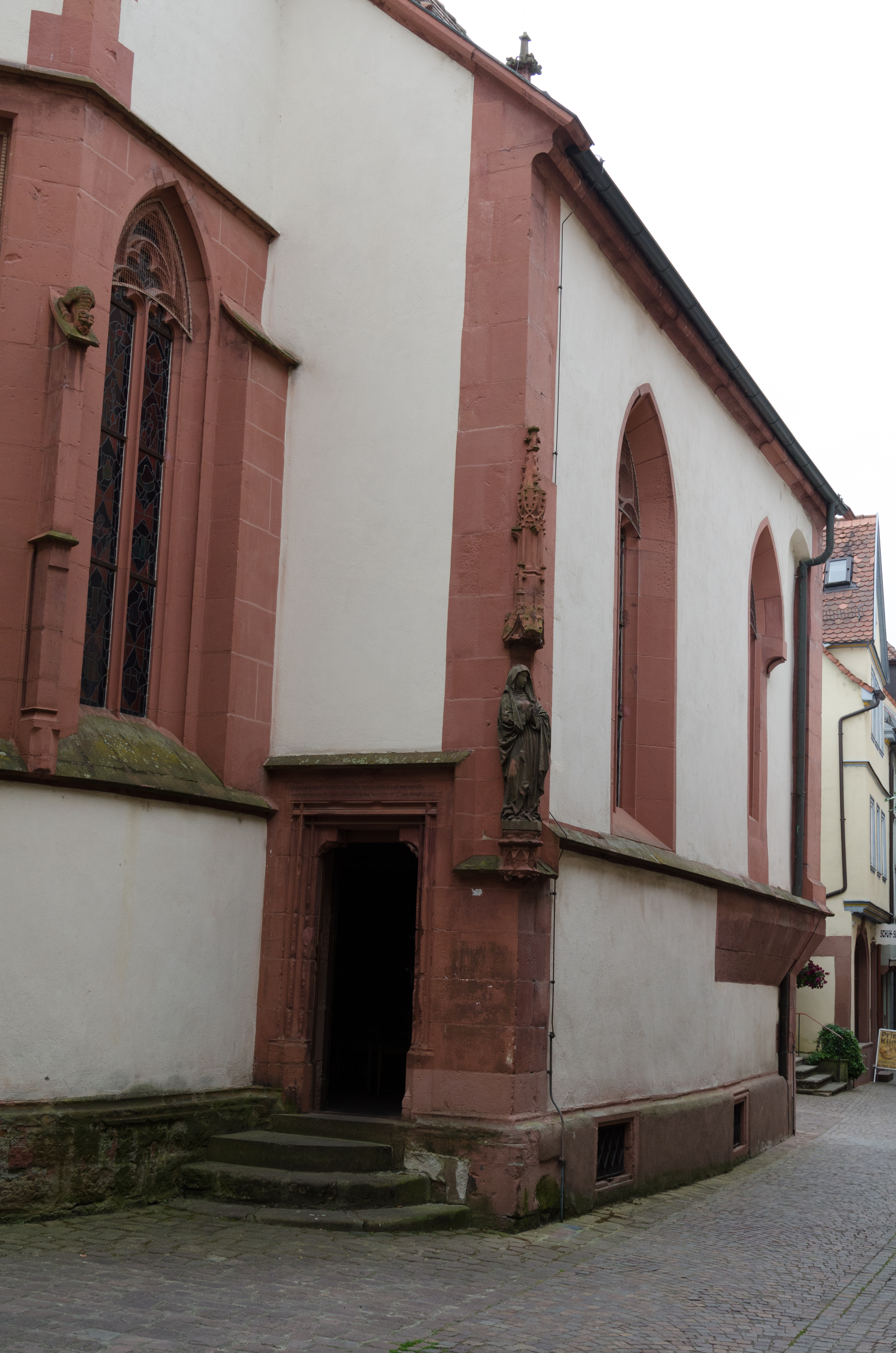
Marienkapelle an der Stelle der zweiten Synagoge

Die ehemaligen Synagogen in Wertheim bestanden vermutlich zwischen dem 14. Jahrhundert und dem 20. Jahrhundert an zwei unterschiedlichen Standorten in Wertheim im Main-Tauber-Kreis. Insgesamt hatte die jüdische Gemeinde in Wertheim während ihrer 700-jährigen Geschichte fünf Synagogen.

## Geschichte

### Erste und zweite Synagoge
In einer Urkunde von Graf Johann I. von Wertheim vom 24. Dezember 1381 wird der Standort der ersten beiden Synagogen beschrieben. Diese befanden sich in der Judengasse zu Wertheim (⊙).
Vermutlich wurde die erste Synagoge während der Judenverfolgungen zur Zeit des Schwarzen Todes 1349 zerstört und einige Jahre später an der gleichen Stelle eine neue Synagoge aufgebaut. Diese zweite Synagoge wurde 1447 zerstört. Bis 1452 wurde an dieser Stelle die Marienkapelle aufgebaut, welche immer noch in der heutigen Kapellengasse steht.

### Dritte und vierte Synagoge
Die dritte Synagoge entstand nach der Wiederaufnahme der Juden 1449 im sogenannten Brückenviertel in der Nähe des spitzen Turms und der Stadtmauer. 1592/93 wurde am gleichen Standort die vierte Synagoge gebaut (⊙).

### Fünfte Synagoge

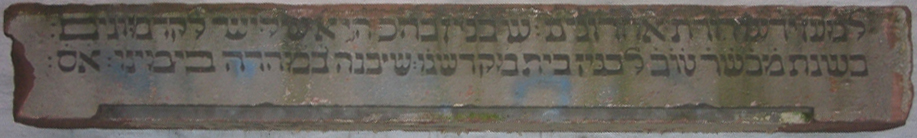
Türsturz der fünften Synagoge von 1799

1798/99 wurde erneut am gleichen Standort (zwischen Gerbergasse 18 und Spitzem Turm) die fünfte Synagoge erbaut. Es handelte sich um ein relativ schmuckloses Bauwerk. Bis 1938 wurden in der Synagoge Gottesdienste abgehalten. Da viele Juden die Stadt verlassen hatten, verkaufte die jüdische Gemeinde das Gebäude im Spätsommer 1938 an die Stadt. Dadurch konnte eine Einäscherung beim Novemberpogrom 1938 verhindert werden. Die Inneneinrichtung wurde jedoch verwüstet. Nur die Torarollen und einige weitere Kulturgegenstände wurden ins Rathaus gebracht und lagerten dort bis nach dem Zweiten Weltkrieg. Nach Kriegsende erhielt die jüdische Vermögensverwaltung das Gebäude und verkaufte es 1949 an die Stadt Wertheim. Beim Ausbau der Rechten Tauberstraße wurde das Gebäude Ende Februar 1961 abgerissen. Seit 1976 erinnert eine Gedenktafel an die ehemalige Synagoge.